# Metro van Tokio
De metro van Tokio (Japans: 東京の地下鉄, Tōkyō no chikatetsu) is een belangrijk onderdeel van het openbaar vervoer in Tokio, een van de grootste, drukste en uitgebreidste openbaar vervoersystemen ter wereld. De metro zelf is op een na, de metro van Shanghai, de drukste ter wereld, heeft 13 lijnen en wordt dagelijks gemiddeld door ongeveer 8 miljoen mensen gebruikt. Het metrosysteem wordt uitgebaat door twee onafhankelijke maatschappijen: Tokyo Metro en de Toei Metro.

## Geschiedenis
De eerste metrolijn tussen Asakusa en Ueno werd op 30 december 1927 geopend. Het is momenteel een deel van de Ginza-lijn. De metro van Tokio is de oudste Aziatische metro.

## Beheerders/Exploitanten

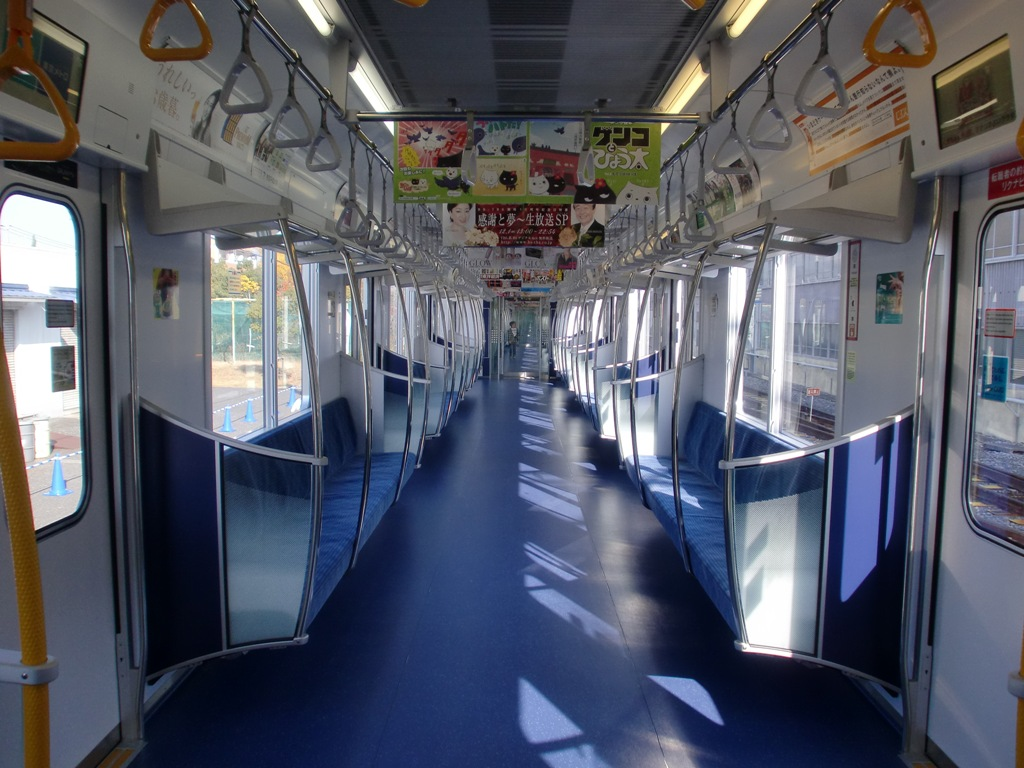
Interieur van een wagen van de Metro van Tokio

De Tokyo Metro (東京地下鉄株式会社, Tōkyō Chikatetsu Kabushiki-gaisha ) is op 1 april 2004 ontstaan uit "Teito Rapid Transit Authority" (帝都高速度交通営団, Teito Kōsokudo Kōtsū Eidan). Deze maatschappij – die ook bekend was onder de naam "Eidan" – werd in 1941 opgericht voor de uitbreiding van de Ginza-lijn en de ontwikkeling en bouw van zeven andere lijnen (Marunouchi, Hibiya, Tozai, Chiyoda, Yurakucho, Hanzomon and Namboku). De Tokyo Metro Co. Ltd is gedeeltelijk in handen van de prefectuur Tokio (46,6%) en van de Japanse regering (53,4%).
De maatschappij heeft een netwerk van 9 lijnen met 179 stations. Dagelijks bedient ze 6,22 miljoen passagiers.
De Toei Metro (都営地下鉄, Toei chikatetsu) werd in 1960 door de prefectuur Tokio opgericht. Deze maatschappij vervoert dagelijks 2 miljoen passagiers op 4 lijnen. Ze heeft een netwerk van 109 km met 106 stations. Toei wordt uitgebaat door de Stedelijk Verkeersafdeling van de prefectuur Tokio. Deze baat ook de meeste buslijnen en de enige tramlijn uit.

## Lijnen
Er zijn 13 lijnen:
|                    |                                 | Nr.         | Naam (NL)       | Naam (JP)                | Route                         | Stations    | Lengte      | Spoorbreedte | Reizigers/dag                                  |
| Tokyo Metro        | Tokyo Metro                     | Tokyo Metro | Tokyo Metro     | Tokyo Metro              | Tokyo Metro                   | Tokyo Metro | Tokyo Metro | Tokyo Metro  | Tokyo Metro                                    |
| ------------------ | ------------------------------- | ----------- | --------------- | ------------------------ | ----------------------------- | ----------- | ----------- | ------------ | ---------------------------------------------- |
|                    |                                 | 3           | Ginza-lijn      | 銀座線                   | Shibuya ↔ Asakusa             | 19          | 14,3 km     | 1.435 mm     | 943.606                                        |
|                    |                                 | 4           | Marunouchi-lijn | 丸の内線                 | Ogikubo ↔ Ikebukuro           | 25          | 27,4 km     | 1.435 mm     | 1.159.898                                      |
|                    | Marunouchi-lijn (Honancho-lijn) | 4           | 丸の内線        | Hōnanchō ↔ Nakano-sakaue | 4                             | 3,2 km      | 1.435 mm    |              | 1.159.898                                      |
|                    |                                 | 2           | Hibiya-lijn     | 日比谷線                 | Naka-Meguro ↔ Kita-Senju      | 21          | 20,3 km     | 1.067 mm     | 1.213.492                                      |
|                    |                                 | 5           | Tozai-lijn      | 東西線                   | Nakano ↔ Nishi-Funabashi      | 23          | 30,8 km     | 1.067 mm     | 1.642.378                                      |
|                    |                                 | 9           | Chiyoda-lijn    | 千代田線                 | Yoyogi-Uehara ↔ Ayase         | 20          | 24,0 km     | 1.067 mm     | 1.447.730                                      |
|                    |                                 | 8           | Yurakucho-lijn  | 有楽町線                 | Wakōshi ↔ Shin-Kiba           | 24          | 28,3 km     | 1.067 mm     | 1.124.478                                      |
|                    |                                 | 11          | Hanzomon-lijn   | 半蔵門線                 | Shibuya ↔ Oshiage             | 14          | 16,8 km     | 1.067 mm     | Tokyu-Denentoshi-lijn, Tobu-Isesaki-lijn       |
|                    |                                 | 7           | Namboku-lijn    | 南北線                   | Meguro ↔ Akabane-iwabuchi     | 19          | 21,3 km     | 1.067 mm     | Tokyu-Meguro-lijn, Saitama-Rapid-Railway       |
|                    |                                 | 13          | Fukutoshin-lijn | 東京地下鉄副都心線       | Wakōshi ↔ Shibuya             | 16          | 20,2 km     |              |                                                |
| Tokyo Metro totaal | Tokyo Metro totaal              | -           | 9 Lijnen        | -                        | -                             | 179         | 195,1 km    | -            | 6,22 miljoen reizigers / dag                   |
| Toei Metro         |                                 |             |                 |                          |                               |             |             |              |                                                |
|                    |                                 | 1           | Asakusa-lijn    | 浅草線                   | Nishi-magome ↔ Oshiage        | 20          | 18,3 km     | 1.435 mm     | Keisei-Oshiage-lijn / Hokuso-lijn, Keikyu-lijn |
|                    |                                 | 6           | Mita-Lijn       | 三田線                   | Meguro ↔ Nishi-Takashimadaira | 24          | 26,8 km     | 1.067 mm     | Tokyu-Meguro-lijn                              |
|                    |                                 | 10          | Shinjuku-Lijn   | 新宿線                   | Shinjuku ↔ Moto-Yawata        | 21          | 23,5 km     | 1.372 mm     | Keio-lijn                                      |
|                    |                                 | 12          | Oedo-lijn       | 大江戸線                 | Tochōmae ↔ Hikarigaoka        | 36          | 40,7 km     | 1.435 mm     | -                                              |
| Toei Metro totaal  | Toei Metro totaal               | -           | 4 Lijnen        | -                        | -                             | 106         | 109 km      | -            | 2,09 miljoen reizigers / dag                   |